# Krzekotkowo
Krzekotkowo (deutsch Neu Hasselberg) war ein Ort im Kreis Heiligenbeil in Ostpreußen, im Gebiet der heutigen Landgemeinde Lelkowo (Lichtenfeld) im Powiat Braniewski (Kreis Braunsberg) der polnischen Woiwodschaft Ermland-Masuren gelegen.

## Geographische Lage
Die Ortsstelle Krzekotkowo resp. Neu Hasselberg liegt im Nordwesten der Woiwodschaft Ermland-Masuren, 20 Kilometer südöstlich der früheren und heute auf russischem Staatsgebiet gelegenen Kreisstadt Heiligenbeil (russisch Mamonowo) bzw. 24 Kilometer ördlich der jetzigen Kreismetropole Braniewo (deutsch Braunsberg).

## Geschichte
Neu Hasselberg war Ort, der aus mehreren Gehöften bestand. Sein Name trat erst in Erscheinung, als am 2. Juli 1910 der Gutsbezirk Groß Hasselberg – mit seinen Vorwerken Schäferhof und Schöneberg (polnisch Działy) – in die Landgemeinde Neu Hasselberg umgewandelt und in den Amtsbezirk Hohenfürst (polnisch Wyszkowo) im ostpreußischen Kreis Heiligenbeil, Regierungsbezirk Königsberg, eingegliedert wurde. Die Landgemeinde Neu Hasselberg zählt im Jahre 1910 190 Einwohner.
Doch währte ihre Existenz nicht lange. Am 1. April 1938 wurde die Landgemeinde Neu Hasselberg in die neu geformte Landgemeinde Groß Hasselberg (polnisch Krzekoty) eingegliedert.
Als Krzekotkowo kam Neu Hasselberg 1945 in Kriegsfolge mit dem gesamten südlichen Ostpreußen zu Polen. Hier verliert sich seine Spur, wahrscheinlich ist der Ort in Krzekoty aufgegangen. Seine Ortsstelle befindet sich jetzt in der Gmina Lelkowo im Powiat Braniewski, von 1975 bis 1998 der Woiwodschaft Elbląg, seither der Woiwodschaft Ermland-Masuren zugeordnet.

## Religion
Neu Hasselberg war bis 1945 in das Kirchspiel der evangelischen Kirche Hohenfürst (polnisch Wyszkowo) in der Kirchenprovinz Ostpreußen der Kirche der Altpreußischen Union eingepfarrt.

## Verkehr
Die Ortsstelle von Krzekotkowo resp. Neu Hasselberg ist von Krzekoty (Groß Hasselberg) aus zu erreichen.